# Nemere László
Nemere László (Budapest, 1928. május 2. – 2005. szeptember 5.) Balázs Béla-díjas magyar filmrendező, egyetemi tanár.

## Életpályája
1946–49 között textilgyári munkásként dolgozott. 1953-tól 1957-ig a Hunnia Filmgyárban világosító, ügyelő, segéd-felvételvezető. 1960–65 között a Színház- és Filmművészeti Főiskola hallgatója,  majd annak tanára 1978-tól haláláig. 1966-tól a Magyar Televízió rendezője.

## Filmjei
- Az eltüsszentett birodalom (1956)
- Sakknovella (1959) (rendezőasszisztens)
- A kurucok földjén – Országjáró úttörők a Zemplénben (1960)
- Száz évben egyszer (1964)
- Jókai: A kőszívű ember fiai (1965) (rendezőasszisztens)
- Tolsztoj: Ivan Iljics halála (1965) (rendezőasszisztens)
- Az igazságtevő (1966)
- Princ, a katona (1966–67) (rendezőasszisztens)
- A postaláda (1967)
- Fekete István: A koppányi aga testamentuma (1967)
- Rivalda nélkül (1967) (rendezőasszisztens)
- Az élő Antigoné (1968)
- Az op-art kalap (1968)
- Irány Mexikó! (1968) (színész)
- Mi és ők (1968)
- Régen volt a háború (1968)
- Vigyori (1968)
- A borotva éle (1969)
- A tettes nem más, mint… (1969)
- Európa-expressz (1969)
- A fehér kór (1970)
- Don Juan bűnhődése (1970)
- Neveletlenek (1970)
- Valaki a sötétből (1970)
- Fekete macska (1971)
- Mint a vadludak (1971)
- Nyári játékok (1971)
- Kicsik és nagyok (1972)
- Móricz: Házasságtörés (1972)
- Az ön számlájára ment (1973)
- Gúnyos mosoly (1973)
- Hat köpeny (1973)
- Lyuk az életrajzon (1973)
- Külföldiék (1974)
- Zöld dió (1974)
- A bohóc felesége (1975)
- Egyezkedők (1975)
- Kántor (1976)
- Tizenegy több mint három (1976)
- Segítsetek, segítsetek! (1977)
- Bűnügy lélekelemzéssel (1978)
- A siketfajd fészke (1980)
- Hívójel (1980)
- Prolifilm (1980)
- Ússzatok, halacskák (1980)
- Bolondnagysága (1982)
- Vrubljevszkaja: A tanszék (1982)
- Szerelmes sznobok (1983)
- Tisztán vagy szódával (1983)
- Szent Kristóf kápolnája (1985) (forgatókönyvíró és vágó is)
- Egy gazdag hölgy szeszélye (1987)
- A Freytág testvérek (1989)
- A főügyész felesége (1990)